# Kubal

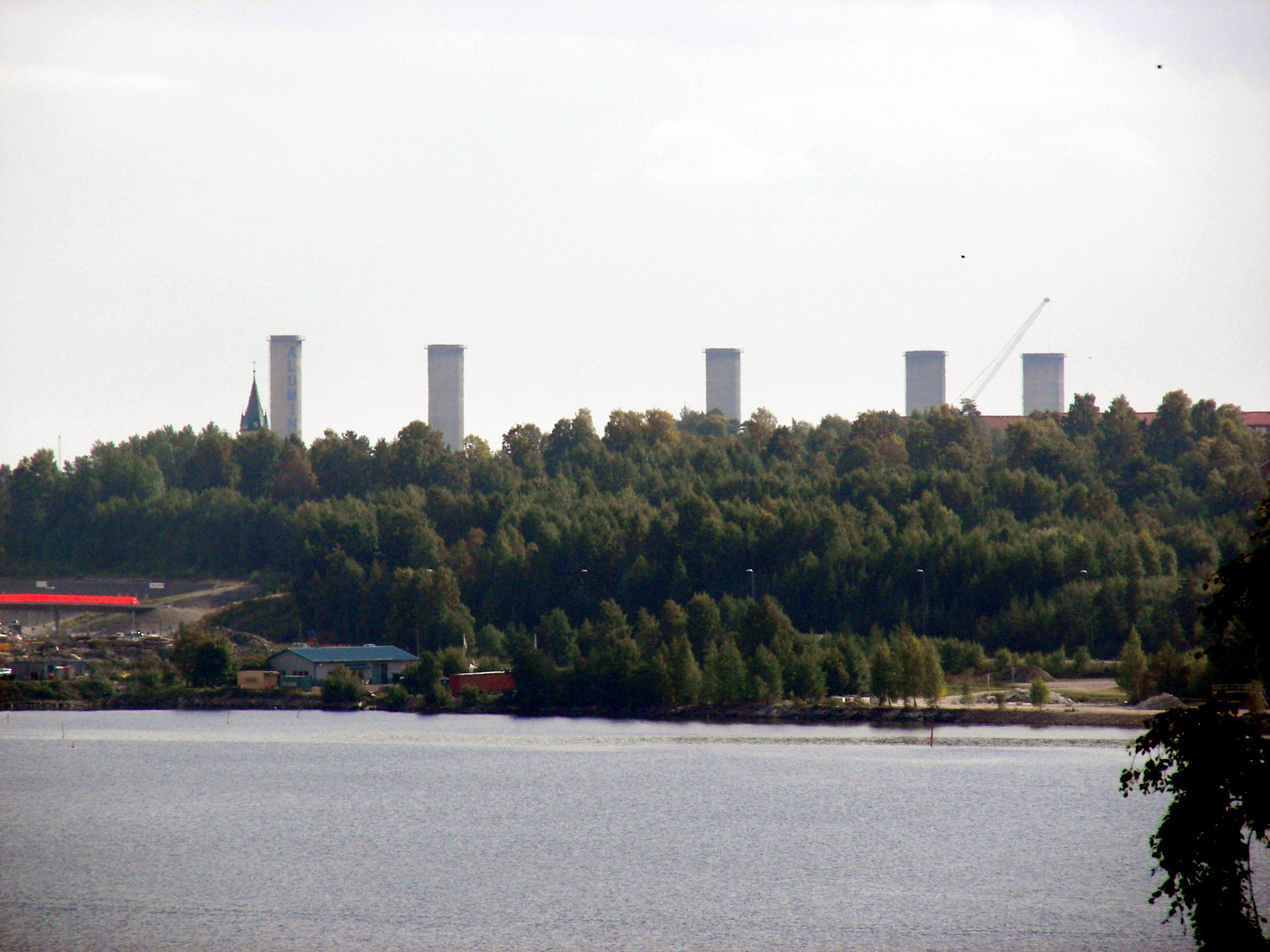
Kubals skorstenar sett från Tivoliparken i Sundsvall

Kubikenborg Aluminium AB, Kubal, är ett Ryskt aluminiumsmältverk i Sundsvall. Kubal är Sveriges enda producent av aluminiumråvara.

## Historik
Smältverket uppfördes 1942 av dåvarande Svenska Aluminiumkompaniet (SAKO) – ett dotterbolag till Svenska Metallverken – som sedan tidigare hade ett mindre smältverk i Månsbo, en stadsdel i Avesta,  Dalarna. 
Anläggningen ägdes från 1969 av Gränges, som 2007 sålde den till ryska Rusal, som ingår i EN+ Group.
Under lång tid förknippades anläggningen med svåra miljöproblem – som minskat med förändrad teknik. Anläggningen är dock fortfarande en av Sveriges största energiförbrukare och Sveriges enda större utsläppskälla för växthusgasen perfluorkolväte (PFC). 2021 listades Kubal av SVT som ett av de 15 företag som står för en fjärdedel av Sveriges utsläpp.
På grund av sina kopplingar till Ryssland var Kubal satt under sanktionshot under 2018–19. Under Rysslands invasion av Ukraina 2022 hotades Kubal igen av sanktioner, eftersom företaget delvis ägs av den ryske oligarken Oleg Deripaska.

## Verksamhet
2018 producerade anläggningen 134 000 ton aluminium per år. Fabriksbyggnaden är en av Sveriges längsta byggnader. Hälften av det aluminium som produceras levereras till kunder i Sverige och resten till kunder i Europa.